# Revenant
No folclore, um revenant é um espírito ou cadáver animado, em que se acredita ter sido revivido da morte para assombrar os vivos. A palavra revenant é derivada de uma palavra  , escrita da mesma forma, revenant 'retornando' presente no Francês Antigo (veja também o verbo francês relacionado revenir 'voltar').
Revenants fazem parte da lenda de várias culturas, incluindo mitologia celta e nórdica, e histórias de supostas visitas de revenants foram documentadas por historiadores ingleses na Idade Média.

## Túmulos de Revenant
Arqueólogos encontraram sepulturas de revenants em toda a Europa, caracterizadas por corpos que tiveram precauções tomadas para evitar que se levantassem e causassem danos aos vivos, como pedras colocadas nas pernas, pedras colocadas na mandíbula para que não pudesse falar, corpos alojados com tijolos ou partes do corpo removidas. Os túmulos mais antigos conhecidos datam de 4.000 anos AP, desde a Idade do Bronze. A literatura romana continha escritos sobre revenants, eles eram comuns durante a Idade Média, e a Polônia do século 17 teria sido supostamente um foco de superstições sobre revenants.

## Comparação com outros mortos-vivos
O termo "revenant" tem sido usado alternadamente com "fantasma" pelos folcloristas. Enquanto alguns sustentam que "vampiros" derivam do folclore da Europa Oriental e os revenants derivam do folclore da Europa Ocidental, muitos afirmam que revenant é um termo genérico para os mortos-vivos.
Augustin Calmet conduziu uma extensa pesquisa sobre o tema em seu trabalho intitulado Traité sur les apparitions des esprits et sur les vampires ou les revenans de Hongrie, de Moravie, &c. (1751) no qual ele relata os rumores dos homens da época: Calmet compara as idéias dos antigos gregos e egípcios e observa uma antiga crença de que a magia poderia não apenas causar a morte, mas também evocar as almas dos falecidos. Calmet atribui a aparição de revenants a feiticeiros que sugavam o sangue das vítimas e compara casos de revenants mencionados no século XII na Inglaterra e na Dinamarca como semelhantes aos da Hungria, mas "em nenhuma história lemos algo tão usual ou tão pronunciado, como o que é relacionado a nós dos vampiros da Polônia, Hungria e Morávia."
Revenants aparecem na literatura, mitologia e folclore nórdicos, também chamados de aptrgangr (pl. aptrgǫngur, "caminhante(s) de novo", aqueles que caminham novamente), haugbui (pl. haugbúar, "morador(es) de howe", ou seja, criatura(s) de túmulo(s) ), ou draugr (pl. draugar, "fantasma(s)" ou "fantasma(s)", embora esses geralmente são concebido como tendo um corpo físico, e não como fantasmas). Os estudos modernos e as referências facilmente acessíveis na web tendem a usar os termos de forma intercambiável, com uma aparente preferência por draugr. Histórias envolvendo essas criaturas geralmente envolvem confrontos diretos, incluindo histórias onde essas criaturas são mortas em massa por um herói com o objetivo de purificar uma região. Aqueles que estão em túmulos atacam a intrusos e às vezes são imunes a armas convencionais, o que torna a sua destruição uma tarefa perigosa que só pode ser empreendida por heróis. Para garantir a destruição completa, a cabeça da criatura é frequentemente removida, às vezes colocada perto das nádegas do cadáver, ou às vezes o cadáver é queimado.
No folclore e nas histórias de fantasmas da Escandinávia Oriental, seres finlandeses com a aparência de "crianças mortas" são descritos como revenants, corpos movidos por espíritos inquietos que poderiam ser sepultados através da realização do batismo ou de outros ritos religiosos.
Seres semelhantes ao Revenant na tradição caribenha são frequentemente chamados de "o soucouyant" ou "soucriant" no folclore de Dominica, Trinidad e Guadalupe, também conhecido como Ole-Higue ou Loup-garou em outras partes do Caribe.